# Anna Eshoo
Anna A. Georges Eshoo (New Britain, 13 de diciembre de 1942) es una política estadounidense del Partido Demócrata, que se desempeña como miembro de la Cámara de Representantes de los Estados Unidos desde 1993. Primero lo hizo por el 14.º distrito congresional de California hasta 2013, y desde ese año por el 18.º distrito.

## Biografía

### Primeros años y educación
Nació en New Britain (Connecticut) en 1942. Tiene ascendencia asiria y armenia. Su madre huyó de Armenia a Irak y, posteriormente, a Estados Unidos. Eshoo se graduó de New Britain High School en 1960 y luego se mudó a California. Recibió un título de asociado en artes de Cañada College en 1975.
Pertenece a la iglesia católica caldea.

### Carrera política
Fue presidenta del Partido Demócrata de San Mateo (California) de 1978 a 1982. También fue miembro del Comité Nacional Demócrata en la década de 1980. Fue jefa de gabinete del presidente pro tempore Leo McCarthy de la Asamblea Estatal de California en 1981-1982. Fue elegida miembro de la Junta de Supervisores del condado de San Mateo en 1982 y sirvió hasta 1992. Fue presidenta de la junta en 1986.
En 1988, durante su segundo mandato en la Junta de Supervisores de San Mateo, se postuló a la Cámara de Representantes de los Estados Unidos en el 14.º distrito congresional de California. Ganó las primarias demócratas con una pluralidad de 43%, pero perdió las elecciones generales ante el profesor de derecho republicano Tom Campbell por 51% a 46%. Campbell cedió su escaño en el Congreso para postularse fallidamente al Senado de los Estados Unidos, y Eshoo ingresó a las primarias demócratas, ganando con el 40% de los votos. En las elecciones generales, derrotó al candidato republicano Tom Huening, por 57% a 39%.
En 2012, después de la redistribución de distritos, se postuló y ganó la reelección en el 18.º distrito congresional de California con sede en los condados de San Mateo, Santa Clara y Santa Cruz.